# Élections législatives de 2017 en Vaucluse
Les élections législatives françaises de 2017 se déroulent les 11 et 18 juin 2017. Dans le département de Vaucluse, cinq députés sont à élire dans le cadre de cinq circonscriptions.

## Élus
| Circonscription                                 | Député sortant           | Parti | Parti | Député élu ou réélu    | Parti | Parti |
| ----------------------------------------------- | ------------------------ | ----- | ----- | ---------------------- | ----- | ----- |
| 1re                                             | Michèle Fournier-Armand* |       | PS    | Jean-François Cesarini |       | LREM  |
| 2e                                              | Jean-Claude Bouchet      |       | LR    | Jean-Claude Bouchet    |       | LR    |
| 3e                                              | Marion Maréchal-Le Pen*  |       | FN    | Brune Poirson          |       | LREM  |
| 4e                                              | Jacques Bompard          |       | LS    | Jacques Bompard        |       | LS    |
| 5e                                              | Julien Aubert            |       | LR    | Julien Aubert          |       | LR    |
| * député sortant ne se représentant pas en 2017 |                          |       |       |                        |       |       |

## Rappel des résultats départementaux des élections de 2012
| Parti          | Parti                                | Premier tour | Premier tour | Second tour | Second tour | Sièges |
| Parti          | Parti                                | Voix         | %            | Voix        | %           | Sièges |
| -------------- | ------------------------------------ | ------------ | ------------ | ----------- | ----------- | ------ |
|                | Parti socialiste                     | 50 450       | 21,7         | 71 381      | 32,56       | 1      |
|                | Europe Écologie Les Verts            | 10 779       | 4,64         |             |             | 0      |
|                | Divers gauche dont MRC               | 7 444        | 3,20         | 0           |             |        |
|                | Majorité présidentielle              | 68 673       | 29,53        | 71 381      | 32,56       | 1      |
|                |                                      |              |              |             |             |        |
|                | Union pour un mouvement populaire    | 59 645       | 25,65        | 70 808      | 32,30       | 2      |
|                | Divers droite dont DLR et PCD        | 4 464        | 1,92         |             |             | 0      |
|                | Nouveau centre                       | 2 391        | 1,03         | 0           |             |        |
|                | Alliance centriste                   | 796          | 0,34         | 0           |             |        |
|                | Droite parlementaire                 | 67 296       | 28,94        | 70 808      | 32,30       | 2      |
|                |                                      |              |              |             |             |        |
|                | Front national                       | 58 428       | 25,13        | 47 274      | 21,57       | 1      |
|                | Front de gauche                      | 18 084       | 7,78         |             |             | 0      |
|                | Ligue du Sud                         | 12 413       | 5,34         | 29 738      | 13,57       | 1      |
|                | Divers écologiste dont LT-LNÉ et AÉI | 3 690        | 1,59         |             |             | 0      |
|                | Mouvement démocrate                  | 2 167        | 0,93         | 0           |             |        |
|                | Extrême gauche dont LO, NPA et POI   | 1 453        | 0,62         | 0           |             |        |
|                | Divers                               | 318          | 0,14         | 0           |             |        |
|                |                                      |              |              |             |             |        |
| Inscrits       | Inscrits                             | 388 426      | 100,00       | 388 526     | 100,00      | 5      |
| Abstentions    | Abstentions                          | 152 606      | 39,29        | 156 866     | 40,37       |        |
| Votants        | Votants                              | 235 820      | 60,71        | 231 660     | 59,63       |        |
| Blancs et nuls | Blancs et nuls                       | 3 298        | 1,4          | 12 459      | 5,38        |        |
| Exprimés       | Exprimés                             | 232 522      | 98,6         | 219 201     | 94,62       |        |

## Résultats de l'élection présidentielle de 2017 par circonscription
| Circonscription | 1er tour | 1er tour | 1er tour | 1er tour  |         | 2d tour | 2d tour |
| Circonscription | Macron   | Le Pen   | Fillon   | Mélenchon | Macron  | Le Pen  |         |
| --------------- | -------- | -------- | -------- | --------- | ------- | ------- | ------- |
| Circonscription |          |          |          |           |         |         |         |
| 1re             | 20,28 %  | 24,34 %  | 16,45 %  | 26,01 %   | 62,80 % | 37,20 % |         |
| 2e              | 19,08 %  | 30,13 %  | 20,17 %  | 18,03 %   | 53,69 % | 46,31 % |         |
| 3e              | 16,21 %  | 35,36 %  | 18,32 %  | 18,02 %   | 47,06 % | 52,94 % |         |
| 4e              | 17,22 %  | 33,76 %  | 19,48 %  | 17,04 %   | 49,06 % | 50,94 % |         |
| 5e              | 19,97 %  | 28,23 %  | 19,83 %  | 18,98 %   | 56,08 % | 43,92 % |         |

## Résultats

### Résultats à l'échelle du département
|                                              |                           |                           |                           |                          |                          |  |
|                                              |                           | Premier tour 11 juin 2017 | Premier tour 11 juin 2017 | Second tour 18 juin 2017 | Second tour 18 juin 2017 |  |
|                                              |                           |                           |                           |                          |                          |  |
|                                              |                           | Nombre                    | % des inscrits            | Nombre                   | % des inscrits           |  |
| Inscrits                                     | Inscrits                  | 402 556                   | 100,00                    | 402 551                  | 100,00                   |  |
| Abstentions                                  | Abstentions               | 207 686                   | 51,59                     | 227 553                  | 56,53                    |  |
| Votants                                      | Votants                   | 194 870                   | 48,41                     | 174 998                  | 43,47                    |  |
|                                              |                           |                           | % des votants             |                          | % des votants            |  |
| Bulletins blancs                             | Bulletins blancs          | 3 151                     | 1,62                      | 12 400                   | 7,09                     |  |
| Bulletins nuls                               | Bulletins nuls            | 1 142                     | 0,59                      | 4 500                    | 2,57                     |  |
| Suffrages exprimés                           | Suffrages exprimés        | 190 577                   | 97,80                     | 158 098                  | 90,34                    |  |
|                                              |                           |                           |                           |                          |                          |  |
| Étiquette politique                          | Étiquette politique       | Voix                      | % des exprimés            | Voix                     | % des exprimés           |  |
|                                              |                           |                           |                           |                          |                          |  |
|                                              | La République en marche   | 57 036                    | 29,93                     | 79 899                   | 50,54                    |  |
|                                              | Front national            | 42 871                    | 22,50                     | 26 382                   | 16,69                    |  |
|                                              | Les Républicains          | 30 893                    | 16,21                     | 32 783                   | 20,74                    |  |
|                                              | La France insoumise       | 21 512                    | 11,29                     |                          |                          |  |
|                                              | Extrême droite            | 8 458                     | 4,44                      | 19 034                   | 12,04                    |  |
|                                              | Parti socialiste          | 5 003                     | 2,63                      |                          |                          |  |
|                                              | Parti communiste français | 4 747                     | 2,49                      |                          |                          |  |
|                                              | Europe Écologie Les Verts | 4 511                     | 2,37                      |                          |                          |  |
|                                              | Écologiste                | 3 801                     | 1,99                      |                          |                          |  |
|                                              | Debout la France          | 3 176                     | 1,67                      |                          |                          |  |
|                                              | Divers droite             | 2 403                     | 1,26                      |                          |                          |  |
|                                              | Divers                    | 2 090                     | 1,10                      |                          |                          |  |
|                                              | Parti radical de gauche   | 1 922                     | 1,01                      |                          |                          |  |
|                                              | Extrême gauche            | 1 245                     | 0,65                      |                          |                          |  |
|                                              | Divers gauche             | 629                       | 0,33                      |                          |                          |  |
|                                              | Régionaliste              | 280                       | 0,15                      |                          |                          |  |
| Source : Ministère de l'Intérieur - Vaucluse |                           |                           |                           |                          |                          |  |

### Résultats par circonscription

#### Première circonscription
Député sortant : Michèle Fournier-Armand (Parti socialiste).
|                                                                          | |                           |                           |                          |                          |
|                                                                          | | Premier tour 11 juin 2017 | Premier tour 11 juin 2017 | Second tour 18 juin 2017 | Second tour 18 juin 2017 |
|                                                                          | |                           |                           |                          |                          |
|                                                                          | | Nombre                    | % des inscrits            | Nombre                   | % des inscrits           |
| Inscrits                                                                 | Inscrits | 72 991                    | 100,00                    | 72 991                   | 100,00                   |
| Abstentions                                                              | Abstentions                                                                                                   | 40 727                    | 55,80                     | 43 827                   | 60,04                    |
| Votants                                                                  | Votants | 32 264                    | 44,20                     | 29 164                   | 39,96                    |
|                                                                          | |                           | % des votants             |                          | % des votants            |
| Bulletins blancs                                                         | Bulletins blancs                                                                                              | 502                       | 1,56                      | 2 201                    | 7,55                     |
| Bulletins nuls                                                           | Bulletins nuls                                                                                                | 207                       | 0,64                      | 751                      | 2,58                     |
| Suffrages exprimés                                                       | Suffrages exprimés                                                                                            | 31 555                    | 97,80                     | 26 212                   | 89,88                    |
|                                                                          | |                           |                           |                          |                          |
| Candidat Étiquette politique (partis et alliances)                       | Candidat Étiquette politique (partis et alliances)                                                            | Voix                      | % des exprimés            | Voix                     | % des exprimés           |
|                                                                          | |                           |                           |                          |                          |
|                                                                          | Jean-François Cesarini La République en marche                                                                | 9 495                     | 30,09                     | 15 228                   | 58,10                    |
|                                                                          | Anne-Sophie Rigault Front national                                                                            | 7 261                     | 23,01                     | 10 984                   | 41,90                    |
|                                                                          | Amandine Laugier La France insoumise                                                                          | 4 090                     | 12,96                     |                          |                          |
|                                                                          | Stéphanie Parry Les Républicains (Union des démocrates et indépendants - Chasse, pêche, nature et traditions) | 3 288                     | 10,42                     |                          |                          |
|                                                                          | André Castelli Parti communiste français (Ensemble !)                                                         | 2 408                     | 7,63                      |                          |                          |
|                                                                          | Christine Lagrange Parti socialiste (Parti radical de gauche - Mouvement républicain et citoyen)              | 1 354                     | 4,29                      |                          |                          |
|                                                                          | Jean-Pierre Cervantès Europe Écologie Les Verts                                                               | 1 007                     | 3,19                      |                          |                          |
|                                                                          | Audrey Castanet Écologiste (Confédération pour l'homme, l'animal et la planète)                               | 485                       | 1,54                      |                          |                          |
|                                                                          | Pierre Bories Divers                                                                                          | 403                       | 1,28                      |                          |                          |
|                                                                          | Alain Gouin Debout la France                                                                                  | 352                       | 1,12                      |                          |                          |
|                                                                          | Denis Schmid Divers (Parti animaliste)                                                                        | 321                       | 1,02                      |                          |                          |
|                                                                          | Monique Berion Divers gauche (Nouvelle Donne)                                                                 | 231                       | 0,73                      |                          |                          |
|                                                                          | Claudine Rodinson Lutte ouvrière                                                                              | 211                       | 0,67                      |                          |                          |
|                                                                          | Bruno Rolland du Roscoat Divers (Union populaire républicaine)                                                | 200                       | 0,63                      |                          |                          |
|                                                                          | Kader Guettaf Divers gauche (Mouvement des progressistes)                                                     | 123                       | 0,39                      |                          |                          |
|                                                                          | Stéphane Geslin Extrême gauche (Parti ouvrier indépendant démocratique)                                       | 100                       | 0,32                      |                          |                          |
|                                                                          | Gaetan Nguyen-Hun Divers                                                                                      | 99                        | 0,31                      |                          |                          |
|                                                                          | Philip Cripe Divers                                                                                           | 70                        | 0,22                      |                          |                          |
|                                                                          | Philippe Jaffre Divers                                                                                        | 57                        | 0,18                      |                          |                          |
| Source : Ministère de l'Intérieur - Première circonscription de Vaucluse | |                           |                           |                          |                          |

#### Deuxième circonscription
Député sortant : Jean-Claude Bouchet (Les Républicains).
|                                                                          | |                           |                           |                          |                          |
|                                                                          | | Premier tour 11 juin 2017 | Premier tour 11 juin 2017 | Second tour 18 juin 2017 | Second tour 18 juin 2017 |
|                                                                          | |                           |                           |                          |                          |
|                                                                          | | Nombre                    | % des inscrits            | Nombre                   | % des inscrits           |
| Inscrits                                                                 | Inscrits | 83 325                    | 100,00                    | 83 311                   | 100,00                   |
| Abstentions                                                              | Abstentions | 41 585                    | 49,91                     | 47 529                   | 57,05                    |
| Votants                                                                  | Votants | 41 740                    | 50,09                     | 35 782                   | 42,95                    |
|                                                                          | |                           | % des votants             |                          | % des votants            |
| Bulletins blancs                                                         | Bulletins blancs | 584                       | 1,40                      | 3 149                    | 8,80                     |
| Bulletins nuls                                                           | Bulletins nuls | 229                       | 0,55                      | 1 236                    | 3,45                     |
| Suffrages exprimés                                                       | Suffrages exprimés | 40 927                    | 98,05                     | 31 397                   | 87,75                    |
|                                                                          | |                           |                           |                          |                          |
| Candidat Étiquette politique (partis et alliances)                       | Candidat Étiquette politique (partis et alliances)                                                                                 | Voix                      | % des exprimés            | Voix                     | % des exprimés           |
|                                                                          | |                           |                           |                          |                          |
|                                                                          | Sonia Strapelias La République en marche                                                                                           | 12 077                    | 29,51                     | 14 634                   | 46,61                    |
|                                                                          | Jean-Claude Bouchet (député sortant) Les Républicains (Union des démocrates et indépendants - Chasse, pêche, nature et traditions) | 9 249                     | 22,60                     | 16 763                   | 53,39                    |
|                                                                          | Thibaut de la Tocnaye Front national                                                                                               | 9 205                     | 22,49                     |                          |                          |
|                                                                          | Laurent Thérond La France insoumise                                                                                                | 5 120                     | 12,51                     |                          |                          |
|                                                                          | Philippe Batoux Parti socialiste (Parti radical de gauche - Mouvement républicain et citoyen - Parti communiste français)          | 1 981                     | 4,84                      |                          |                          |
|                                                                          | Annie Rosenblatt Europe Écologie Les Verts                                                                                         | 1 216                     | 2,97                      |                          |                          |
|                                                                          | Claude Sala Écologiste (Confédération pour l'homme, l'animal et la planète)                                                        | 840                       | 2,05                      |                          |                          |
|                                                                          | Serge Liotaud Debout la France | 801                       | 1,96                      |                          |                          |
|                                                                          | Jacqueline Espinosa Divers (Union populaire républicaine)                                                                          | 229                       | 0,56                      |                          |                          |
|                                                                          | Michelle Chassagne Lutte ouvrière                                                                                                  | 209                       | 0,51                      |                          |                          |
| Source : Ministère de l'Intérieur - Deuxième circonscription de Vaucluse | |                           |                           |                          |                          |

#### Troisième circonscription
Député sortant : Marion Maréchal-Le Pen (Front national).
|                                                                           |                                                                                 |                           |                           |                          |                          |
|                                                                           |                                                                                 | Premier tour 11 juin 2017 | Premier tour 11 juin 2017 | Second tour 18 juin 2017 | Second tour 18 juin 2017 |
|                                                                           |                                                                                 |                           |                           |                          |                          |
|                                                                           |                                                                                 | Nombre                    | % des inscrits            | Nombre                   | % des inscrits           |
| Inscrits                                                                  | Inscrits                                                                        | 75 598                    | 100,00                    | 75 602                   | 100,00                   |
| Abstentions                                                               | Abstentions                                                                     | 39 187                    | 51,84                     | 41 850                   | 55,35                    |
| Votants                                                                   | Votants                                                                         | 36 411                    | 48,16                     | 33 752                   | 44,65                    |
|                                                                           |                                                                                 |                           | % des votants             |                          | % des votants            |
| Bulletins blancs                                                          | Bulletins blancs                                                                | 606                       | 1,66                      | 1 875                    | 5,56                     |
| Bulletins nuls                                                            | Bulletins nuls                                                                  | 176                       | 0,48                      | 658                      | 1,95                     |
| Suffrages exprimés                                                        | Suffrages exprimés                                                              | 35 629                    | 97,85                     | 31 219                   | 92,50                    |
|                                                                           |                                                                                 |                           |                           |                          |                          |
| Candidat Étiquette politique (partis et alliances)                        | Candidat Étiquette politique (partis et alliances)                              | Voix                      | % des exprimés            | Voix                     | % des exprimés           |
|                                                                           |                                                                                 |                           |                           |                          |                          |
|                                                                           | Brune Poirson suppléant Adrien Morenas La République en marche                  | 11 425                    | 32,07                     | 15 821                   | 50,68                    |
|                                                                           | Hervé de Lépinau Front national                                                 | 11 335                    | 31,81                     | 15 398                   | 49,32                    |
|                                                                           | Gilles Vève Les Républicains (Union des démocrates et indépendants)             | 4 893                     | 13,73                     |                          |                          |
|                                                                           | Laurence Cermolacce-Boissier La France insoumise                                | 3 952                     | 11,09                     |                          |                          |
|                                                                           | Mina Idir Parti communiste français                                             | 1 245                     | 3,49                      |                          |                          |
|                                                                           | Bernard Maunier Écologiste (Confédération pour l'homme, l'animal et la planète) | 978                       | 2,74                      |                          |                          |
|                                                                           | Emmanuel Cointot Debout la France                                               | 787                       | 2,21                      |                          |                          |
|                                                                           | Tristan Flint d'Auriac Droite nationale (Parti de la France)                    | 311                       | 0,87                      |                          |                          |
|                                                                           | Aurélie Rousseau Divers (Union populaire républicaine)                          | 272                       | 0,76                      |                          |                          |
|                                                                           | Jacqueline Scibilia Écologiste                                                  | 223                       | 0,63                      |                          |                          |
|                                                                           | Bertrand Helleu Lutte ouvrière                                                  | 208                       | 0,58                      |                          |                          |
|                                                                           | Philippe Maire Divers droite (577-Les Indépendants)                             | 0                         | 0,00                      |                          |                          |
| Source : Ministère de l'Intérieur - Troisième circonscription de Vaucluse |                                                                                 |                           |                           |                          |                          |

#### Quatrième circonscription
Député sortant : Jacques Bompard (Ligue du Sud).
|                                                                           |                                                                                               |                           |                           |                          |                          |
|                                                                           |                                                                                               | Premier tour 11 juin 2017 | Premier tour 11 juin 2017 | Second tour 18 juin 2017 | Second tour 18 juin 2017 |
|                                                                           |                                                                                               |                           |                           |                          |                          |
|                                                                           |                                                                                               | Nombre                    | % des inscrits            | Nombre                   | % des inscrits           |
| Inscrits                                                                  | Inscrits                                                                                      | 88 791                    | 100,00                    | 88 777                   | 100,00                   |
| Abstentions                                                               | Abstentions                                                                                   | 45 192                    | 50,90                     | 47 951                   | 54,01                    |
| Votants                                                                   | Votants                                                                                       | 43 599                    | 49,10                     | 40 826                   | 45,99                    |
|                                                                           |                                                                                               |                           | % des votants             |                          | % des votants            |
| Bulletins blancs                                                          | Bulletins blancs                                                                              | 833                       | 1,91                      | 2 313                    | 5,67                     |
| Bulletins nuls                                                            | Bulletins nuls                                                                                | 207                       | 0,47                      | 723                      | 1,84                     |
| Suffrages exprimés                                                        | Suffrages exprimés                                                                            | 42 559                    | 97,61                     | 37 790                   | 92,56                    |
|                                                                           |                                                                                               |                           |                           |                          |                          |
| Candidat Étiquette politique (partis et alliances)                        | Candidat Étiquette politique (partis et alliances)                                            | Voix                      | % des exprimés            | Voix                     | % des exprimés           |
|                                                                           |                                                                                               |                           |                           |                          |                          |
|                                                                           | Carole Normani La République en marche                                                        | 10 744                    | 25,24                     | 18 756                   | 49,63                    |
|                                                                           | Jacques Bompard (député sortant) Extrême droite (Ligue du Sud)                                | 8 152                     | 19,15                     | 19 034                   | 50,37                    |
|                                                                           | Catherine Candela Front national                                                              | 7 711                     | 18,12                     |                          |                          |
|                                                                           | Jean-François Périlhou Les Républicains (Union des démocrates et indépendants)                | 5 096                     | 11,97                     |                          |                          |
|                                                                           | Farid Faryssy La France insoumise                                                             | 3 458                     | 8,13                      |                          |                          |
|                                                                           | Marlène Thibaud Parti socialiste (Parti radical de gauche - Mouvement républicain et citoyen) | 1 668                     | 3,92                      |                          |                          |
|                                                                           | Myriam-Henri Gros Divers droite                                                               | 1 621                     | 3,81                      |                          |                          |
|                                                                           | Fabienne Haloui Parti communiste français                                                     | 1 094                     | 2,57                      |                          |                          |
|                                                                           | Serge Marolleau Europe Écologie Les Verts                                                     | 986                       | 2,32                      |                          |                          |
|                                                                           | Marie-Charlotte Lesergent Debout la France                                                    | 675                       | 1,59                      |                          |                          |
|                                                                           | Betty Carvou Écologiste (Confédération pour l'homme, l'animal et la planète)                  | 631                       | 1,48                      |                          |                          |
|                                                                           | Anne-Marie Hautant Régionaliste (Partit occitan)                                              | 280                       | 0,66                      |                          |                          |
|                                                                           | Béatrice Farge Lutte ouvrière                                                                 | 198                       | 0,47                      |                          |                          |
|                                                                           | Muriel Hermier Divers (Union populaire républicaine)                                          | 181                       | 0,43                      |                          |                          |
|                                                                           | Serge Noudelberg Divers droite (Nous Citoyens)                                                | 64                        | 0,15                      |                          |                          |
| Source : Ministère de l'Intérieur - Quatrième circonscription de Vaucluse |                                                                                               |                           |                           |                          |                          |

#### Cinquième circonscription
Député sortant : Julien Aubert (Les Républicains).
|                                                                           |                                                                                        |                           |                           |                          |                          |
|                                                                           |                                                                                        | Premier tour 11 juin 2017 | Premier tour 11 juin 2017 | Second tour 18 juin 2017 | Second tour 18 juin 2017 |
|                                                                           |                                                                                        |                           |                           |                          |                          |
|                                                                           |                                                                                        | Nombre                    | % des inscrits            | Nombre                   | % des inscrits           |
| Inscrits                                                                  | Inscrits                                                                               | 81 872                    | 100,00                    | 81 870                   | 100,00                   |
| Abstentions                                                               | Abstentions                                                                            | 41 009                    | 50,09                     | 46 396                   | 56,67                    |
| Votants                                                                   | Votants                                                                                | 40 863                    | 49,91                     | 35 474                   | 43,33                    |
|                                                                           |                                                                                        |                           | % des votants             |                          | % des votants            |
| Bulletins blancs                                                          | Bulletins blancs                                                                       | 649                       | 1,59                      | 2 862                    | 8,07                     |
| Bulletins nuls                                                            | Bulletins nuls                                                                         | 302                       | 0,74                      | 1 132                    | 3,19                     |
| Suffrages exprimés                                                        | Suffrages exprimés                                                                     | 39 912                    | 97,67                     | 31 480                   | 88,74                    |
|                                                                           |                                                                                        |                           |                           |                          |                          |
| Candidat Étiquette politique (partis et alliances)                        | Candidat Étiquette politique (partis et alliances)                                     | Voix                      | % des exprimés            | Voix                     | % des exprimés           |
|                                                                           |                                                                                        |                           |                           |                          |                          |
|                                                                           | Jean Viard La République en marche                                                     | 13 291                    | 33,30                     | 15 460                   | 49,11                    |
|                                                                           | Julien Aubert (député sortant) Les Républicains (Union des démocrates et indépendants) | 8 367                     | 20,96                     | 16 020                   | 50,89                    |
|                                                                           | Marie Thomas de Maleville Front national                                               | 7 361                     | 18,44                     |                          |                          |
|                                                                           | Stéphane Chotard La France insoumise                                                   | 4 892                     | 12,26                     |                          |                          |
|                                                                           | Luc Reynard Parti radical de gauche (Parti socialiste)                                 | 1 922                     | 4,82                      |                          |                          |
|                                                                           | Marie-Christine Kadler Europe Écologie Les Verts                                       | 1 302                     | 3,26                      |                          |                          |
|                                                                           | Anne Daures Écologiste (Confédération pour l'homme, l'animal et la planète)            | 645                       | 1,62                      |                          |                          |
|                                                                           | Nathalie Forest Debout la France                                                       | 561                       | 1,41                      |                          |                          |
|                                                                           | Sandrine Kraft Divers droite                                                           | 466                       | 1,17                      |                          |                          |
|                                                                           | Lucien Piérini Lutte ouvrière                                                          | 319                       | 0,80                      |                          |                          |
|                                                                           | Cédric Lecellier Divers gauche (Nouvelle Donne)                                        | 275                       | 0,69                      |                          |                          |
|                                                                           | Véronique Morel Divers (Union populaire républicaine)                                  | 258                       | 0,65                      |                          |                          |
|                                                                           | Christophe Chalençon Divers droite (Génération citoyens)                               | 253                       | 0,63                      |                          |                          |
| Source : Ministère de l'Intérieur - Cinquième circonscription de Vaucluse |                                                                                        |                           |                           |                          |                          |